# Підпорядкування. Останній день. Частина перша
Підпорядкування. Останній день. Частина перша - це двадцять п'ятий епізод п'ятого сезону мультсеріалу Леді Баг і Супер Кіт. Прем'єра цього епізоду відбулася у Швейцарії 1 липня 2023 року на телеканалі RTS Un.

## Синопсис
Габріель перетворює себе на Сіяча Кошмарів і розносить кошмари по всьому світу. Він з Томое випускає застосунок «Альянсу», який показує бажання людей, щоб заспокоїти їх. Адріан неохоче завантажує програму, але, побоюючись, просить Плагга віддати його талісман Леді Баґ. У будинку Габріеля вона дізнається, що Габріель є Монархом. Тим часом Томое у стрічці «Альянсу» поширює пропаганду про те, що Леді Баг і Супер-Кіт захопили Адріана та Кагамі. Це робить усіх настільки вразливими, що їх можна «акуматизувати», перетворивши на безликих роботів, які можуть спрямовувати будь-яку чудодійну силу за бажанням…

## Персонажі

#### Головні персонажі
- Марінетт Дюпен-Чен/Леді Баг/Супер Баг
- Габріель Агрест/Монарх/Сіяч Кошмарів
- Наталі Санкьор
- Тіккі
- Плагг
- Мулло
- Каалкі
- Орікко
- Міракулізовані

#### Другорядні персонажі
- Адріан Агрест

- Надя Шамак